# Cloud Nine (album des Temptations)
Pour les articles homonymes, voir Cloud 9.
Albums de The Temptations
Live at the Copa
(1969) Puzzle People / Together
(1969)
Singles
1. Cloud Nine
Sortie : 25 octobre 1968
2. Runaway Child, Running Wild
Sortie : 30 janvier 1969

Cloud Nine est le septième album studio du groupe The Temptations, sorti en février 1969. Il marque le début de la période soul psychédélique du groupe.
Il est cité dans l'ouvrage de référence de Robert Dimery Les 1001 albums qu'il faut avoir écoutés dans sa vie.

## Titres

### Face 1
1. Cloud Nine (en) (Barrett Strong, Norman Whitfield) – 3:27
2. I Heard It Through the Grapevine (Barrett Strong, Norman Whitfield) – 3:00
3. Run Away Child, Running Wild (en) (Barrett Strong, Norman Whitfield) – 9:38

### Face 2
1. Love Is a Hurtin' Thing (en) (Ben Raleigh, Dave Linden) – 2:28
2. Hey Girl (en) (Gerry Goffin, Carole King) – 2:38
3. Why Did She Have to Leave Me (Why Did She Have to Go) (Barrett Strong, Norman Whitfield) – 2:56
4. I Need Your Lovin' (Barrett Strong, Norman Whitfield) – 2:35
5. Don't Let Him Take Your Love From Me (Barrett Strong, Norman Whitfield) – 2:31
6. I Gotta Find a Way (To Get You Back) (Barrett Strong, Norman Whitfield, Eddie Holland, Cornelius Grant, Eddie Kendricks) – 3:00
7. Gonna Keep On Tryin' till I Win Your Love (Barrett Strong, Norman Whitfield) – 2:32

## Musiciens
- Dennis Edwards : chant principal (1, 2, 3, 4, 6, 9, 10), chœurs
- Eddie Kendricks : chant principal (1, 2, 3, 4, 7), chœurs
- Paul Williams : chant principal (1, 3, 5, 8), chœurs
- Melvin Franklin : chant principal (1, 3, 4), chœurs
- Otis Williams : chant principal (1, 3), chœurs